# Țani Ghincevo, Șumen
Țani Ghincevo (în bulgară Цани Гинчево) este un sat în comuna Nikola Kozlevo, regiunea Șumen,  Bulgaria. 

## Demografie
Componența etnică a satului Țani Ghincevo
     Bulgari (81,4%)
     Nicio identificare (5,91%)
     Altele (12,67%)
La recensământul din 2011, populația satului Țani Ghincevo era de 355 locuitori. Din punct de vedere etnic, majoritatea locuitorilor (81,4%) erau bulgari. Pentru 5,91% din locuitori nu este cunoscută apartenența etnică.